# Hatch End
Hatch End est une banlieue du nord-ouest de Londres, anciennement située dans le comté du Middlesex, actuellement dans le Borough londonien de Harrow.

## Personnalités liées à Hatch End
- Richard Wright, musicien, est né et a grandi à Hatch End.